# مرد تنها
«مرد تنها» ترانه‌ای از خوانندهٔ ایرانی فرهاد مهراد با شعر شهیار قنبری و آهنگ اسفندیار منفردزاده که در سال ۱۳۴۸ به عنوان بخشی از موسیقی متن فیلم رضا موتوری ساخته مسعود کیمیایی ضبط شد. «مرد تنها» یک سال بعد هم‌زمان با اکران این فیلم در قالب صفحه گرامافون منتشر شد. این ترانه به نام «با صدای بی‌صدا» (مطلع ترانه) و «رضا موتوری» (نام فیلم) نیز شناخته می‌شود.

## ایده اولیه
سال ۱۳۴۸ که فیلم رضا موتوری ساخته می‌شد، هم‌زمان با دوره‌ای بود که عصر فیلم‌فارسی در سینمای ایران خوانده می‌شد. این سینما در زمینه‌های گوناگون مشخصه‌ها و مولفه‌هایی داشت که با آن‌ها شناخته می‌شد. در زمینه موسیقی، استفاده از نوعی موسیقی عامه‌پسند و روحوضی که در فیلم با لب زدن (ادای خواندن درآوردن) و رقصیدن هنرپیشه که گاهی با حضور رقاص‌ها در کاباره‌ها یا دشت و دمن هم‌راهی می‌شد، از نشانه‌های فیلم‌فارسی‌ها بود.
کیمیایی در پاسخ به این سؤال که چه هنگام ایده نوشتن ترانه و استفاده از آن بدون لب زدن هنرپیشه در فیلم مطرح شد گفته است:
اواسط فیلمبرداری. وقتی به اسفند (اسفندیار) گفتم، گفت: چه کسی این ترانه را می‌خواند؟ یعنی کدام بازیگری این ترانه را می‌خواند و وقتی گفتم هیچ‌کس، باور نداشت که هیچ‌کدام از بازیگرها این ترانه را نخوانند و ما در فیلم آواز بگذاریم؛ یعنی حتی در سینمای فرنگ هم چنین نمونه‌ای نبود.
کیمیایی و منفردزاده از کودکی با هم دوست و هم‌کار بودند و این درک آن‌ها را از کار آسان می‌کرد؛ بنابراین ایده اولیه این هنجارشکنی در سینمای سال‌های پایانی دهه ۴۰ با مشورت و هم‌فکری کارگردان و آهنگ‌ساز شکل گرفت. سپس پای افراد هم‌فکر دیگری نیز به این پروژه باز شد. شهیار قنبری به عنوان ترانه‌سرا به این جمع پیوست. بعد که ترانه نوشته شد این سؤال مطرح بود که چه کسی آن را بخواند؟ در مورد خوانندگانی که برای خواندن این ترانه نامزد شده بودند روایت‌های مختلفی وجود دارد. گفته می‌شود که عماد رام برای خواندن این ترانه پیشنهاد می‌شود اما مسعود کیمیایی مخالفت می‌کند. یک ایده تازه و یک ترانه متفاوت، صدای تازه‌ای را هم طلب می‌کرد؛ بنابراین خیلی زود نگاه کیمیایی و منفردزاده به سوی فرهاد مهراد معطوف شد.

## انتخاب فرهاد
منفردزاده فرهاد را از گذشته می‌شناخت و اجرای او را قبلاً در کافه کوچینی و ورزشگاه امجدیه با بلک کتز دیده بود. فرهاد پیش از خواندن ترانه «مرد تنها» تجربه ناموفقی در خواندن ترانه‌های فارسی داشت. ترانه اگه یه جو شانس داشتیم در فیلم بانوی زیبای من (به انگلیسی: My Fair Lady) به پیشنهاد علی کسمایی مدیر دوبلاژ فیلم به فارسی ترجمه شد و با صدای فرهاد روی آهنگ اصلی فیلم خوانده شد. فرهاد که تا پیش از آن ترانه فارسی نخوانده بود از نتیجه کار رضایت نداشت؛ بنابراین این ترانه هرگز با فیلم پخش نشد. به جای اجرای فرهاد، ترانه فیلم با صدای یک خواننده روسی اکران شد. هر چند که بعدها اجرای فرهاد روی صفحه ۳۴ دور در صفحه‌فروشی‌ها به فروش رفت.
به گفته اسفندیار منفردزاده فرهاد قسم خورده بود که دیگر ترانه فارسی نخواند بنابراین راضی کردن او برای خواندن یک ترانه فارسی دیگر کار سختی بود. گفت‌وگو با فرهاد بر سر این ترانه مدتی به طول انجامید و با اصرار منفردزاده، فرهاد در نهایت موافقت کرد با یک شرط این ترانه را بخواند. منفردزاده تعهد کرد به شرطی این ترانه را روی فیلم خواهد گذاشت که فرهاد از نتیجه کار راضی باشد و در غیر این صورت ترانه ضبط‌شده را پاک کند.
مسعود کیمیایی کارگردان فیلم با اسفندیار منفردزاده هم‌عقیده بود و صدای گرفته و بغض‌آلود فرهاد را با فضای فیلم رضا موتوری مناسب می‌دید:
فرهاد تا آن موقع فارسی نمی‌خواند. در یک دانسینگی در سر خیابان فلسطین امروزی به نام کوچینی می‌خواند و فرنگی هم می‌خواند. مثل ری چارلز و مثل چند خواننده دیگر که در همین فضاها بودند؛ ولی اگر دقت می‌کردی می‌دیدی که پشت همه این‌ها، یک صدای مستقلی وجود دارد که حتی خودش هم زیاد به این صدای مستقل خودش اعتقاد نداشت. می‌ترسید فارسی بخواند. با اسفند به کوچینی رفتیم و فرهاد پسندیده شد و این همکاری شکل گرفت.
ضبط استودیویی «مرد تنها» با صدای فرهاد در استودیو طنین تهران به‌طور زنده انجام گرفت. آهنگ ترانه از پیش ضبط نشده بود و هم‌زمان با خواندن فرهاد، نوازنده‌ها در استودیو می‌نواختند. پس از ضبط، منفردزاده از فرهاد می‌خواهد که کمی منتظر بماند تا از کار کپی بگیرد و به او بدهد تا گوش کند. اما فرهاد از نتیجه کار راضی بود و همان‌جا قبول می‌کند که ترانه در فیلم استفاده شود.

## ترانه

### شکل‌گیری
ترانه «مرد تنها» را شهیار قنبری ۱۹ ساله نوشت. قنبری پیش از «مرد تنها» چند ترانه دیگر برای خوانندگان و آهنگ‌سازان دیگر نوشته بود. با توجه به این‌که رضا موتوری نخستین فیلم سینمایی در ایران بود که ترانه روی تصاویرش پخش می‌شد و خواننده آن را لب‌خوانی نمی‌کرد، لازم بود تا ترانه‌سرا به خوبی از تم و مضمون فیلم آگاهی داشته باشد. کیمیایی گفته است که شخصاً تأثیری بر شهیار قنبری یا ترانه او نگذاشته و ترانه‌سرا از تم فیلم تأثیر گرفته است. فیلم روایت زندگی مردی شکست‌خورده و تمام‌شده بود که گونه‌ای «مرگ‌آگاهی» داشت. قهرمان فیلم از تمام‌شده بودن خود آگاه بود و حتی دوست داشت که این اتفاق برایش بیفتد؛ بنابراین مسیر نوشتن ترانه مشخص بود و شاعر هم به این مرد شکست‌خورده و تمام‌شده در ترانه‌اش می‌رسید.
ترانه «مرد تنها» از دیدگاه ساختار ترانه هم جریان‌ساز بود چرا که این نخستین شعر بدون بی‌قافیه یا سپید بود که به ترانه تبدیل می‌شد. پیش از نوشتن ترانه، آهنگ توسط منفردزاده ساخته شده بود و قنبری بر روی موسیقی او ترانه را نوشت. او یک شب تا سپیده‌دم در بالاخانه شرکت سینمایی پیام بر روی ترانه کار کرد و صبح که کیمیایی و علی عباسی (تهیه‌کننده فیلم) ترانه را شنیدند آن را پسندیدند و تأیید کردند.

### حاشیه‌ها
در همان روزها کانون پرورش فکری کودکان و نوجوانان، قصه ماهی سیاه کوچولو از صمد بهرنگی را در اجرایی نمایشنامه‌ای، در دو صفحه گرامافون منتشر کرد. موسیقی میانی و زیرصدای این نمایشنامه، همان موسیقی فیلم «رضا موتوری» و ترانه «مرد تنها» ساخته منفردزاده بود.
هم‌زمانی انتشار «ماهی سیاه کوچولو» و ترانه «مرد تنها» با هم، این شایعه را دامن زد که منظور از «آن مرد با دست‌های فقیر، چشم‌های محروم، پاهای خسته» صمد بهرنگی است که در «شب بی‌تپش» و اختناق حاکم، «مثل یک کوه» ایستاد و عمرش «مثل یک خواب کوتاه» بود و «در آب افتاد». «خاموش شد ستاره، افتاد روی خاک» هم اشاره‌ای است به «اولدوز و عروسک سخنگو» ی او. گمان می‌رود که این برداشت از ترانه با توجه به روایتی که شهیار قنبری و اسفندیار منفردزاده از شکل‌گیری ترانه داشته‌اند، مورد نظر آفریننده اثر و ترانه نبوده است. هرچند که این‌گونه برداشت‌ها پیرامون فیلم با توجه به شرایط اجتماعی و سیاسی زمان ساخت و نمایش آن، اجتناب‌ناپذیر بوده است.

## توضیحات ترانه
«مرد تنها» حس غربت و تنهایی را به خوبی به شنونده القا می‌کند. در بیشتر اجراهای فرهاد مهراد این حس غم که گویا حنجره‌اش نمونهٔ کاملی برای ابراز تلخی‌ها، خشونت، صلابت و سختی‌هاست، به چشم می‌خورد. این سبک از خواندن، که فرهاد خود ابداع‌کنندهٔ آن در ایران بود و فریدون فروغی پس از وی توانست در قالبی دیگر آن را ارائه کند، بسیار شگرف و تازه می‌نمود. دههٔ ۴۰ و ۵۰ را فصلی نو در این سبک کوبنده می‌توان دانست. ترانهٔ زیبا و غیر متعارف «مرد تنها» و ارکستر نه چندان بزرگ آن موقع اسفندیار منفردزاده، انقلابی در نوع خود بود. به گونه‌ای که منفردزاده راهی را که فرهاد در خوانندگی طی کرد، پس از آن در حیطهٔ آهنگسازی گذراند و از موسیقی کوچه‌بازاری و نوازندگی در کافه‌های شهر به موزیکی کاملاً نخبه‌گرا دست یافت.
در فیلم نیز صدای پر از خشم و خش فرهاد بر روی صحنهٔ موتورسواری «رضا» (بهروز وثوقی) در خیابان‌های زمستانی، حس خاصی را به تماشاگر می‌داد. یا در سکانس تیمارستان، ریشخند طعنه‌آمیز یکی و خواندن دیگری و گفت‌وگوی رضا با مادرش و پایانی متفاوت از فیلم‌های فارسی وقت و بی‌فرجامی رابطه رضا و فرنگیس، همه و همه شکلی بدیع داشت.
ترانهٔ «مرد تنها» هم‌زمان با اکران فیلم، بر روی صفحات موسیقی راهی بازار شد و آنچنان پرطرفدار شد که فرهاد به سرعت، مبدل به ستاره‌ای محبوب شد. موسیقی متن فیلم رضا موتوری - که «مرد تنها» جزئی از آن بود - جایزهٔ بهترین موسیقی متن فیلم را در دوره سوم «جشنواره فیلم سپاس» سال ۵۰ از آن خود کرد. اسفندیار منفردزاده گفته است که آهنگسازی «رضا موتوری» یکی از موفق‌ترین کارهای وی بوده است.
«مرد تنها» شروع همکاری مثلث اسفندیار منفردزاده، شهیار قنبری و فرهاد مهراد بود. شاید این جرقه‌ای بود تا فرهاد بتواند نهضت روشنفکری در عرصهٔ موسیقی دههٔ بعدی (۵۰) را پایه‌گذار شود. هر چند با مشکلاتی که پس از انقلاب برای ادامهٔ راه او ایجاد شد، نتوانست سبک‌اش را با فراق بال و آنگونه که شایسته‌اش بود به پایان برد و حتی می‌توان این تفاوت را در دو اجرای متفاوت «مرد تنها» (قبل و بعد از انقلاب) به گونه‌ای بارز دید. ریتم کش‌دار، همراه با زوزه‌ای در پایان ترانه که به فیلم رضا موتوری شکلی خاص داد، مبدل به اجرای ضرب آمیز همین آهنگ در آلبوم «خواب در بیداری» شد و اینها می‌توانست حاصل سرخوردگی از ممنوعیت خواندن در ابتدای انقلاب یا سردرگمی و به اعتقاد برخی فسردگی و فرسودگی مهراد باشد.

## بازخوانی‌ها
در سال ۱۳۸۴ یک نسخه دوباره‌خوانی ترانه «مرد تنها» با صدای اندی در سبک راک اجرا شد و در آلبوم شهر فرشتگان بیرون آمد. بخش اول این نسخه، دوباره‌خوانی اجرای فرهاد بود و در بخش دوم بندهای تازه‌ای خوانده می‌شد که توسط شهیار قنبری به ترانه افزوده شده بود و به شکلی ادامه حدیث نفس «مرد تنها» بود.
در سال ۱۳۹۰ مجموعه‌ای در قالب موسیقی هیپ هاپ توسط علی سورنا با نام «مرد تنها» منتشر شد. این مجموعه که دارای ۱۰ قطعه است حال و هوای اجتماعی و اعتراضی دارد. همچنین بر روی جلد این مجموعه با درج عبارت «با احترام به اثر مرد تنها از فرهاد بزرگ» به فرهاد ادای احترام شده است.